# Assassin's Creed Nexus VR
Assassin's Creed Nexus VR (укр. Кредо Асасина: Нексус ВР) — пригодницька гра у віртуальній реальності, розроблена та видана Ubisoft для шоломів віртуальної реальності (ВР) Meta Quest 3, Meta Quest Pro та Meta Quest 2. Це перша VR-гра в серії Assassin's Creed, яка вийшла 16 листопада 2023 року.

## Сюжет
Невідомий хакер наймається ассасинами Ребеккою Крейн і Шоном Гастінгсом, щоб проникнути в проєкт Абстерго під назвою «Око Нексуса». Проект, який очолює Домініка Вілк, має на меті отримати код фрагментів машини Ісу і об'єднати його з Анімусом для створення комп'ютера, здатного передбачати і впливати на людську поведінку. Домініка доручає хакеру пережити спогади Еціо Аудіторе, Кассандри та Коннора, щоб знайти фрагменти, але він таємно закладає логічні бомби у спогади, щоб знищити їх і не дати Абстерго отримати фрагменти.
У 1509 році Еціо вирушає до Венеції, щоб повернути вкрадений меч. Успішно повернувшись, він повертається до Монтериджоні, де його сестра Клаудія наглядає за відновленням міста після облоги, що сталася майже десять років тому. Однак на місто нападають бандити на чолі з жінкою на ім'я Серафіна, які крадуть речі Еціо. Еціо переслідує Серафіну підземними тунелями Монтериджоні, але їй вдається втекти до Венеції. Йдучи по її сліду, Еціо звертається за допомогою до свого друга Антоніо де Маджіаніса, який вказує йому на Франческо Ріццо, купця, причетного до нападу. Еціо здійснює серію принижень, щоб виманити і вбити Ріццо, який, як він дізнається, є тамплієром. Згодом він возз'єднується з Леонардо да Вінчі, і разом вони приходять до висновку, що Серафіна, яка виявилася членом культу Гермеса, полює за Посохом Гермеса Трисмегіста. Еціо вирушає до храму, де знаходиться Посох, і стикається з Серафіною, яка намагається використати артефакт проти нього, але він виявляється підробкою. Зрештою Еціо вбиває Серафіну і повертає собі вкрадені речі.
У 405 році до н.е. Кассандра вирушає на Делос, щоб допомогти спартанській армії, вбивши двох афінських воєначальників. Після цього вона зустрічається зі своєю подругою Одесою, яка просить її знайти лук Одіссея, предка Одеси. Кассандра знаходить лук, але Одеса дозволяє їй залишити його собі. Шість місяців потому Кассандра вирушає до Афін після того, як Спарта окупувала місто і встановила олігархію, відому як Тридцять тиранів. Їхній лідер, Критій, доручає Кассандрі ліквідувати групу злодіїв, а потім просить її вбити свого колегу, державного діяча Терамена, заради власної політичної вигоди. Вона відмовляється, і її таврують як ворога Афін, а Критій вбиває Терамена за допомогою отрути. Кассандра зустрічається з ад'ютантом Терамена Нікомедом, який вказує їй на «Гадюку», інформатора Критія. Кассандра проникає в загін Гадюки і вбиває її, після чого тікає з Афін разом з Нікомедом. Зібравши військо, Кассандра та Нікомед повертаються, щоб звільнити місто, і перша особисто вбиває Критія.
У 1775 році Коннор рятує Задока Перрі, Сина Свободи, який був ув'язнений у Бостоні та очікував на страту. Потім він зустрічається зі своїм наставником Ахіллесом Девенпортом, який доручає йому знайти зашифровані листи, написані Джонатаном Фергюсоном, і вбити Ейдана Голуея, який зрадив Перрі і Фергюсона, а також майора Роула, який планує стратити Фергюсона. Рік потому, під час облоги Бостона, Ахіллес доручає Коннору ліквідувати осередок тамплієрів, які видають себе за Патріотів. Коннор знаходить Фергюсона, який допомагає йому ідентифікувати тамплієрів, що дозволяє Коннору вбити їх. У 1777 році Коннор переїжджає до Ньюпорта, штат Род-Айленд, де Вільям Бартон просить його знайти шпигуна на ім'я Джеремайя Скаддер, у якого є розклад британського генерала Річарда Прескотта, який вони можуть використати для його викрадення. Надавши Скаддеру кілька послуг, Коннор отримує інформацію про місцезнаходження Прескотта і допомагає Бартону викрасти його. У підвалі Коннор зустрічає Лоуренса Катона, колишнього асасина, який розкриває Скаддера як агента тамплієрів, що спонукає Коннора вистежити і ліквідувати його.
Завершивши роботу зі спогадами Еціо, Домініка викриває хакера як шпигуна, але Ребекка і Шон рятують його. Пізніше хакер досліджує останні спогади Кассандри та Коннора, ховаючись від Домініки, а потім шукає останній фрагмент у пошкодженій пам'яті, де їх переслідують Мисливці Домініки. Заклавши останню логічну бомбу, хакер підриває всі бомби, знищуючи спогади і кладучи край «Оку Нексуса». Однак перемога Асасинів недовга, адже Домініка незабаром вистежує хакера. Вона зловтішається, що тамплієри врешті-решт досягнуть успіху, перш ніж команда Абстерго, відправлена нею, вривається і захоплює хакера.

## Розробка
У вересні 2020 року на цифровому заході Facebook Connect віцепрезидентка з розробки продуктів Red Storm Entertainment Елізабет Ловерсо представила публіці кілька ігрових франшиз жанру ААА, які переходять у формат віртуальної реальності. Два з анонсованих проектів - гра серії Assassin's Creed без назви та неназвана частина серії Tom Clancy's Splinter Cell (також розроблена Ubisoft), причому обидві гри будуть випущені ексклюзивно для платформ Oculus. У червні 2023 року на заході Meta Quest Gaming Showcase було оголошено оновлену назву гри - Assassin's Creed Nexus VR, а також вікно релізу - кінець 2023 року.